# Maldivas (série de televisão)
Maldivas é uma série de televisão brasileira, dos gêneros comédia dramática, mistério e investigação policial, lançada em 15 de junho de 2022 pela Netflix e escrita por Natália Klein, com direção de José Alvarenga Júnior. A série gira em torno de Liz, que para realizar uma investigação, se muda para um condomínio de luxo, onde ela entra em contato com seus moradores peculiares – e suspeitos. É estrelada por Bruna Marquezine, Manu Gavassi, Carol Castro, Sheron Menezzes, Klein e Vanessa Gerbelli. Em 25 de outubro de 2022, a série foi cancelada após uma temporada.

## Enredo
Liz (Bruna Marquezine) é uma moça do interior que chega no Rio de Janeiro para investigar a misteriosa morte de sua mãe, Patrícia (Vanessa Gerbelli), certa de que se trata de um assassinato e que o detetive do caso Denilson (Enzo Romani), não está fazendo seu trabalho. Ela vai morar no condomínio de luxo Maldivas, onde conhece Milene (Manu Gavassi), Rayssa (Sheron Menezzes) e Kat (Carol Castro) e se infiltra no mundo dos ricos e poderosos.
Milene tenta mostrar uma vida perfeita na internet com o cirurgião plástico Victor Hugo (Klebber Toledo). Kat (Carol Castro) deixou a carreira de lado pela família e esconde que o marido, Gustavo (Guilherme Winter), cumpre prisão domiciliar. Rayssa e Cauã (Samuel Melo) se tornaram empresários de sucesso, mas trabalhar juntos nem sempre é fácil. Em meio a esse universo onde nem todos são o que parecem, Liz ainda lida com Verônica (Natália Klein), que odeia aquela ostentação, e seu namorado do interior, Miguel (Ricky Tavares).

## Elenco

### Estrelando
- Bruna Marquezine como Liz Lobato: Ela chega ao Maldivas para ajudar a desvendar o crime envolvendo sua mãe. Liz é misteriosa e ao mesmo tempo serena. Mas ela mesma esconde segredos que aos poucos vão se revelando.
- Manu Gavassi como Milene Sampaio: A egocêntrica síndica do Maldivas, que passou por cirurgias plásticas feitas pelo marido, Victor Hugo.[6] Milene gosta de estar no controle, e se vê presa num esquema envolvendo a conta bancária do condomínio. Gavassi considera a personagem uma anti-heroína, e disse que a personagem a permite "uma atuação mais caricata e debochada [em um momento] e uma atuação mais natural e vulnerável [em outros]".[12][5] Fernanda Alice interpreta Milene antes das cirurgias plásticas, quatro anos antes dos acontecimentos da série.[13]
- Carol Castro como Katiuscia "Kat" Miller: A pseudovigarista Kat, na verdade, vai na onda do marido. Mas tudo o que ela queria era que seu esposo, interpretado por Guilherme Winter, fosse o pai ideal. Colegas de condomínio das outras peruas, Kat pode estar envolvida com o assassinato de Leia, uma vez que elas tiveram um desentendimento antes da morte da nova síndica.
- Sheron Menezzes como Rayssa Flores: Rayssa é uma cantora de axé que ficou famosa na antiga banda "Veneno Tropical", casada há 15 anos com Cauã possui suas próprias ambições, como abrir um spa dentro do Maldivas. No entanto, eles vivem secretamente um casamento "aberto", onde ela tem um caso com Victor, marido de Milene.
- Natália Klein como Verônica "Mortícia" Vargas: Verônica, também chamada pelo apelido de Mortícia, é uma mulher enigmática, que está sempre batendo de frente com o grupo de Milene. Mas as coisas ficam feias quando ela assume o posto de síndica do Maldivas e descobre que a perua estava roubando o local.
- Vanessa Gerbelli como Leia Lobato / "Patrícia Duque": Patrícia (ou Leia) morre logo no primeiro episódio. No entanto, ela vive retornando em cenas, principalmente nos sonhos de Liz, por ser sua mãe. Mas ela também escondeu segredos, assim como todas as outras personagens.
- Klebber Toledo como Victor Hugo: Cirurgião plástico, Victor é casado com Milene, mas ele vive um romance proibido com Rayssa. Seco no casamento, no entanto, ele luta para esconder esse segredo da esposa, quase vivendo um casamento de fachada.
- Guilherme Winter como Gustavo: Marido de Kat, Gustavo vive se metendo em problemas. E, agora, ele foi o culpado por envolver Leia em seu mais recente golpe. Ele e Kat vivem um casamento intenso, principalmente por causa de seus roubos, e ele coloca Kat como cúmplice de seus atos.
- Enzo Romani como Detetive Denilson: O Detetive Denilson está no grupo que investiga o assassinato no Maldivas. Mas o seu maior interesse, no entanto, está em Liz, com quem ele insiste em flertar, cada vez que eles se encontram.
- Samuel Melo como Cauã: Marido de Rayssa, Cauã viveu o auge em um grupo de axé com sua esposa nos anos 2000.

#### Participação especial
- Ângela Vieira como Joana Lobato: A avó de Liz que esconde grandes segredos e tem sede de vingança contra Leia, após o seu filho ser morto.

### Recorrentes
- Alejandro Claveaux como Capitão Rafael
- Ricky Tavares como Miguel: O noivo de Liz, que a segue até o Rio de Janeiro para garantir que os planos de Joana saiam como previsto.[14] Tavares disse que o personagem foi "um presente".[14]
- Narjara Turetta como Glória: Uma moradora do Maldivas, que compra as drogas de Verônica sem saber sua procedência.[15]
- Marcelo Várzea como Detetive Habacuque: O detetive que trabalha junto a Denilson no caso de Leia. Várzea disse ter sido o último membro do elenco a ser escalado, e que "foi engraçado fazer Maldivas porque o personagem é um policial, mas tem uma veia de comédia. Tem umas sacadinhas, é irônico".[16]
- Felipe Ribeiro como Cauê: O cabeleireiro de Rayssa.[17]

## Produção

### Desenvolvimento
Natália Klein começou a pensar na série quando morava em um condomínio, o que coincidiu com a proposta da Netflix de uma série que misturasse drama e comédia. Em entrevista ao E! News, ela disse: "Eu tinha muito a ideia desse lugar, eu tinha muito a imagem desse condomínio, quase fora da realidade, numa estética muito específica, com esse moradores únicos, um mundo quase paralelo. Essa foi a primeira coisa que me passou na cabeça. [...] Eu morava num condomínio nessa época, então meio que tudo foi se juntando e aí veio Maldivas. Não veio de nenhuma inspiração única, foram várias coincidências que estavam acontecendo na minha vida naquele momento e eu pensei: 'É isso'".
A Netflix anunciou a série em 30 de novembro de 2020, inicialmente nomeada como Condo Ladies. Em 25 de outubro de 2022, foi anunciado que a série havia sido cancelada após uma temporada.

### Escolha de elenco
No dia do anúncio da série, o elenco também foi anunciado, sendo ele composto pelos atores Bruna Marquezine, Manu Gavassi, Sheron Menezzes, Carol Castro, Enzo Romani, Klebber Toledo, Samuel Melo, Guilherme Winter e Klein, a criadora da série.
Em entrevista ao NaTelinha, Gavassi disse ter aceitado o papel pelo fato de Klein ser a criadora e roteirista da série. "Ela tem um humor irônico, provocativo, que não é muito comum de você ver nas séries nacionais ainda, eu acho que isso vai abrir muitas portas", disse ela. "Eu acho que ela tinha uma licença poética pra você poder ir pra todos os lados com ela. Existe um deboche e uma arrogância beirando o caricato, porque não sei quem vai numa reunião de condomínio do jeito que essa mulher vai, mas eu acho demais poder brincar com isso. Ao mesmo tempo, existe uma realidade muito grande na vulnerabilidade dela", afirmou sobre sua personagem. Gavassi disse ter sido o primeiro projeto aceito por ela após sua saída do Big Brother Brasil 20. Klein disse: "Não existe outra atriz pra fazer a Milene. A Milene é a Manu, já falei isso várias vezes". Para o site iG, Klein disse: "Eu consulto a Manu o tempo inteiro. Acho a Manu uma gênia, então, quero ouvir muito a opinião da Manu. Não consulto a opinião de muita gente, não, porque penso que a gente têm que focar quando a gente sabe o que quer fazer. Mas a Manu é uma das pouquíssimas pessoas que eu consulto, porque eu realmente confio de verdade".

### Gravações
Maldivas iniciou suas gravações em novembro de 2020 na Barra da Tijuca, Rio de Janeiro, para finalizar no início de 2021, com a estreia da série prevista também para 2021. Em dezembro de 2020, as gravações foram paralisadas depois que membros da equipe e elenco testaram positivo para a COVID-19, retornando assim, somente em janeiro. Em fevereiro de 2021, as gravações foram paralisadas novamente, desta vez por causa do aumento da pandemia em geral, com a previsão de retorno somente em abril. Em março, as gravações foram adiadas, sem previsão de retorno. Em junho, as gravações retornaram, com informações confirmadas pelos próprios atores em suas redes sociais. As gravações foram totalmente finalizadas em 4 de setembro. O Hotel Nacional serviu como locação para as cenas nas piscinas.

## Marketinge divulgação
Em setembro de 2021, durante o Tudum Festival, a Netflix lançou o primeiro sneak peek da série. A data de estreia da produção foi divulgada somente sete meses depois, junto a um pôster das personagens principais ao redor de uma banheira, com a personagem de Klein derramando vinho na água, representando sangue, e a de Gavassi afundando o Condomínio Maldivas. O trailer da série foi lançado em maio de 2022, um mês antes da estreia oficial. A uma semana do lançamento, a Netflix liberou dois pôsteres individuais de cada uma das personagens principais, com Marquezine, Gavassi, Menezzes, Castro e Klein estrelando-as, respectivamente. A Netflix realizou uma première para a série como um evento, no dia anterior ao lançamento. Foi a série brasileira da Netflix mais promovida até então.

## Recepção

### Audiência
A série se tornou rapidamente a mais vista da Netflix no Brasil, alcançando a primeira posição dois dias depois do lançamento, desbancando séries como Stranger Things e Peaky Blinders. Também atingiu a primeira posição em Portugal. Entre os dias 15 e 19 de junho, foi a quinta série de língua não-inglesa mais assistida da plataforma ao redor do mundo, somando 11.3 milhões de horas vistas. Foi também o terceiro programa mais visto (em horas) no Brasil nesse mesmo período, e o sétimo em Portugal. Embora os números da série tenham sido bons no mercado lusófono, a série não emplacou em outros mercados internacionais importantes, como o latino-americano. Entre os dias 20 e 26 de junho, foi a décima série de língua não-inglesa mais vista, com 8.46 milhões de horas vistas, sendo o quinto programa mais visto (em horas) no Brasil, e o décimo na Martinica.

### Resposta da crítica
Maldivas recebeu avaliações positivas dos críticos. Thiago Nolla do site CinePOP deu 3 estrelas e meia a produção, dizendo "consagra-se como um dos títulos nacionais mais interessantes da plataforma de streaming, abrindo portas para uma desmistificação do que é a indústria nacional". Rafael Braz de A Gazeta escreveu que a série é uma excelente surpresa, elogiando o texto de Klein e atuação de Gavassi, a descrevendo como perfeita no papel. Natalie Rosa do site Canaltech elogiou a série, notando uma semelhança com a série norte-americana Only Murders in the Building e afirmando que ela estava abrindo portas para futuras produções de suspense nacional. O enredo de Maldivas assemelhou-se bastante à série americana, Desperate Housewives, da ABC.